# Costa Ronin
Konstantin « Costa » Ronin (en russe : Константин "Коста" Ронин), né  le 3 février 1979 à Kaliningrad (Russie) est un acteur et directeur de la photographie russo-australien.
Il est surtout connu pour ses apparitions dans Red Dog, en tant que Gregorovich dans le drame SBS East West 101, Oleg Igorevich Burov dans la série télévisée The Americans et Yevgeny Gromov dans Homeland,,.

## Biographie
Costa Ronin est né à Kaliningrad, RSSF de Russie, Union soviétique (aujourd'hui Russie). Il a passé les 18 premières années de sa vie  en Russie. Dans sa jeunesse, il a déménagé à Wellington en Nouvelle-Zélande avec sa mère et a étudié les relations internationales et les sciences politiques à l’Université Victoria de Wellington, avant de déménager à Perth en Australie pour poursuivre ses études supérieures et, plus tard, à Sydney,.
À l'âge de 15 ans, Ronin a commencé à travailler et a découvert la culture américaine dans une station de radio qui enseignait l'anglais à travers la musique.

## Vie personnelle
Ayant grandi à Kaliningrad, Ronin a appris à naviguer par son père et son grand-père à l'âge de 5 ans et en reste passionné. Ronin est également un passionné de moto.
Ronin est marié à Leah Lowder depuis juin 2021.
Ronin et sa femme résident à Los Angeles,, ayant déjà vécu à Surry Hills, Sydney.
La grand-mère de Ronin vit en Australie.

## Filmographie
| Année       | Titre                         | Rôle                 | Notes                                                                 |
| ----------- | ----------------------------- | -------------------- | --------------------------------------------------------------------- |
| 2011        | Red Dog                       | Dzambaski            | Film                                                                  |
| 2014 – 2018 | The Americans                 | Oleg Igorevich Burov | Série (Récurrent Saison 2; Rôle principal 3-6)                        |
| 2014        | Extant                        | Anton                | Série (Episode: "Shelter")                                            |
| 2015        | Agent Carter                  | Anton Vanko          | Série (Episode: "Now is Not the End")                                 |
| 2015        | Agent X                       | Misha Voronsky       | Série (Episode: "Fidelity")                                           |
| 2016        | Gotham                        | Luka Volk            | Série (Episodes: "Mad City: The Executioner ," "Mad City: Time Bomb") |
| 2017        | Shooter                       | Ambassadeur Russe    | Série (Episode: "Primer Contact")                                     |
| 2018 – 2020 | Homeland                      | Yevgeny Gromov       | Série (Saison 7: Récurrent; Saison 8: rôle principal)                 |
| 2018        | Splitting Up Together         | Vlad                 | Série (Episode: "We Need to Talk About Karen")                        |
| 2019        | Once Upon a Time in Hollywood | Wojciech Frykowski   | Film de Quentin Tarantino                                             |
| 2024        | ISS                           | Nicholai             | Film de Gabriela Cowperthwaite                                        |